# Ance-Féas
Ance-Féas (en euskera Arhantze-Inhasi, en occitano Ansa-Hiars) es una comuna nueva francesa situada en el departamento de Pirineos Atlánticos, de la región de Nueva Aquitania.

## Historia
Fue creada el 1 de enero de 2017, en aplicación de una resolución del prefecto de Pirineos Atlánticos de 19 de julio de 2016 con la unión de las comunas de Ance y Féas, pasando a estar el ayuntamiento en la antigua comuna de Féas.

## Demografía
| Gráfica de evolución demográfica de Ance-Féas entre 1800 y 2013 |
|                                                                 |

Los datos entre 1800 y 2013 son el resultado de sumar los parciales de las dos comunas que forman la nueva comuna de Ance-Féas, cuyos datos se han cogido de 1800 a 1999, para las comunas de Ance y Féas de la página francesa EHESS/Cassini. Los demás datos se han cogido de la página del INSEE.

## Composición
| Comuna delegada | Código INSEE | Población (2013) | Superficie (km²) | Densidad (hab./km²) |
| --------------- | ------------ | ---------------- | ---------------- | ------------------- |
| Ance            | 64020        | 230              | 10.12            | 23                  |
| Féas            | 64225        | 412              | 13.71            | 30                  |